# حديقة جبل هاليمون سالاك الوطنية

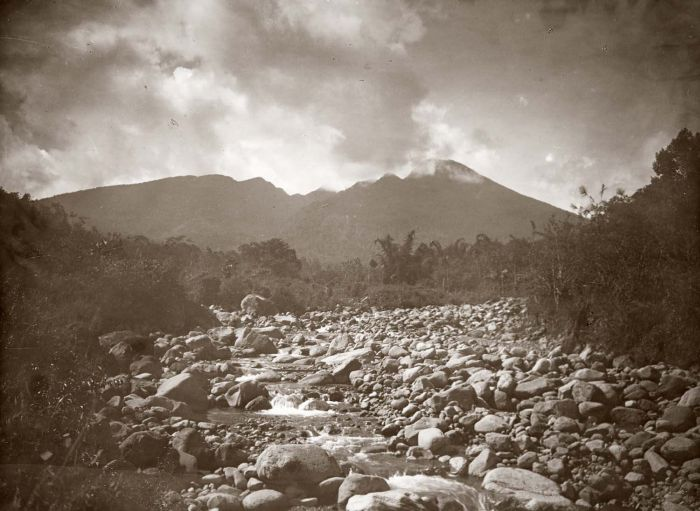
مشهد جبل سالاك من قاع النهر الصخري عام 1920.

حديقة جبل هاليمون سالاك الوطنية (بالإندونيسية: Taman Nasional Gunung Halimun Salak) هي منطقة محمية تقع على مساحة 400 كم في المقاطعة الإندونيسية جاوة الغربية في جزيرة جاوة. أنشئت الحديقة في عام 1992، وتضم الحديقة جبلين، جبل سالاك وجبل هاليمون مع ممر للغابة يبلغ طوله 11 كيلومتر. تقع الحديقة بالقرب من حديقة جونونج غدي بانغرانغو الوطنية، تحتوي الحديقة مناطق محمية للمستجمعات المتئية من سكان المناطق الحضرية والمناطق الزراعية في الشمال، بالإضافة للعديد من الحيوانات المهددة بالانقراض والطيور النادرة.

## الجغرافيا
قمم الجبال في الحديقة لتصل إلى 1.929 متر، وغالبًا ما يخيم عليها ضباب كثيف، في حين يُعتقد أن الأودية المنتشرة في الحديقة تخفي الكثير مما لم يتم اكتشافه بعد. جبل سالاك هو منطقة مستجمعات مائية حرجة وفيها إمكانية هطول الأمطار عالية جدًا. الحديقة هي عبارة عن اندماج اثنين من النظم الإيكولوجية المهمة في جبلي سالاك وهاليمون، التي ترتبط بينهما ممر غابي يبلغ طوله 11 كيلومتر.